# Encalypta rhaptocarpa
Encalypta rhaptocarpa là một loài rêu trong họ Encalyptaceae. Loài này được Schwägr. mô tả khoa học đầu tiên năm 1811.